# Osztrák tartományok zászlóinak képtára
Ez a galéria Ausztria 9 szövetségi tartományának zászlóit mutatja be.
| Alsó-Ausztria  | Bécs     | Burgenland |
| Felső-Ausztria | Karintia | Salzburg   |
| Stájerország   | Tirol    | Vorarlberg |

## Címerrel ellátott zászlók
| Alsó-Ausztria  | Bécs     | Burgenland |
| Felső-Ausztria | Karintia | Salzburg   |
| Stájerország   | Tirol    | Vorarlberg |